# Reocín
Reocín is een gemeente in de Spaanse provincie Cantabrië in de regio Cantabrië met een oppervlakte van 32 km². Reocín telt 8.318 inwoners (1 januari 2016).

## Demografische ontwikkeling
Bron: INE, 1857-2011: volkstellingen

## Geboren
- Herminio Díaz Zabala (1964), wielrenner